# Telemóveis
«Telemóveis» (португальское произношение: [tɛlɛˈmɔvɐjʃ]; с порт. — «Мобильные телефоны») — песня португальского певца Конана Осириса. Песня представляла Португалию на «Евровидение-2019» в Тель-Авиве, Израиль.

## На «Евровидении»
Конан Осирис принял участие в «Festival da Canção 2019», национальном отборе Португалии на «Евровидение 2019». Осирис участвовал в первом полуфинале 16 февраля, заняв второе место с 19 баллами после победы в телеголосовании, а также четвёртое место в голосовании жюри. В финале, который состоялся 2 марта 2019 года, Осирис выиграл в телеголосовании и голосовании жюри, набрав 24 балла, и таким образом он выбран представителем Португалии на Евровидении 2019.
Португалия участвовала в первом полуфинале, который состоялся 14 мая 2019 года. Конан выступил под номером 15, но не смог выйти в финал.

## Чарты
| Чарты (2019)     | Высшая позиция |
| ---------------- | -------------- |
| Португалия (AFP) | 1              |

## Хронология релиза
| Регион | Дата            | Формат                                     | Дейбл           |
| ------ | --------------- | ------------------------------------------ | --------------- |
| Разные | 11 февраля 2019 | цифровая дистрибуция потоковое мультимедиа | Ao Sul do Mundo |